# Trichostomum longirostre
Trichostomum longirostre là một loài rêu trong họ Pottiaceae. Loài này được (F. Weber & D. Mohr) Hartm. mô tả khoa học đầu tiên năm 1849.